# Ziebach County
Ziebach County är ett administrativt område i delstaten South Dakota, USA. År 2010 hade countyt 2 801 invånare. Den administrativa huvudorten (county seat) är Dupree. 

## Geografi
Enligt United States Census Bureau så har countyt en total area på 5 105 km². 5 082 km² av den arean är land och 23 km² är vatten.  

### Angränsande countyn
- Corson County - nord
- Dewey County - öst
- Haakon County - syd
- Meade County - sydväst
- Perkins County - nordväst